# Komárno (distrito)
O Distrito de Komárno (eslovaco: Okres Komárno) é uma unidade administrativa da Eslováquia Meridional, situado na Nitra (região), com 112.384 habitantes (em 2001) e uma superfície de 1.100 km². Sua capital é a cidade de Komárno.

## Demografia
| Ano:        | 1994    | 2004    | 2014    | 2024   |
| ----------- | ------- | ------- | ------- | ------ |
| Broj ljudi: | 109 329 | 107 290 | 103 360 | 98 829 |
| Razlika:    |         | -1,86%  | -3,66%  | -4,38% |

| Ano:               | 2023   | 2024   |
| ------------------ | ------ | ------ |
| Número de pessoas: | 99 273 | 98 829 |
| Diferença:         |        | -0,44% |

## Cidades
- Hurbanovo
- Kolárovo
- Komárno

## Municípios
- Bajč
- Bátorove Kosihy
- Bodza
- Bodzianske Lúky
- Brestovec
- Búč
- Čalovec
- Číčov
- Dedina Mládeže
- Dulovce
- Holiare
- Chotín
- Imeľ
- Iža
- Kameničná
- Klížska Nemá
- Kravany nad Dunajom
- Lipové
- Marcelová
- Martovce
- Moča
- Modrany
- Mudroňovo
- Nesvady
- Okoličná na Ostrove
- Patince
- Pribeta
- Radvaň nad Dunajom
- Sokolce
- Svätý Peter
- Šrobárová
- Tôň
- Trávnik
- Veľké Kosihy
- Virt
- Vrbová nad Váhom
- Zemianska Olča
- Zlatná na Ostrove